# イントロデューシング・リー・モーガン
『イントロデューシング・リー・モーガン』（Introducing Lee Morgan）は、アメリカ合衆国のジャズ・トランペット奏者、リー・モーガンが1956年に録音・1957年に発表したスタジオ・アルバム。モーガンのリーダー・アルバムとしては唯一サヴォイ・レコードから発売された。

## 解説
ブルーノート・レコードからのリーダー・デビュー作『インディード!』のレコーディングの翌日より、ハンク・モブレー率いるカルテットと共に録音された。「朝日のようにさわやかに」以降の4曲はメドレーとして録音され、そのうち実際にモーガンの出番があるのは「P.S.アイ・ラブ・ユー」だけである。
スコット・ヤナウはオールミュージックにおいて5点満点中3.5点を付け「当時のモーガン（まだ18歳だった）は、クリフォード・ブラウンから多大な音楽的影響を受けていたが、彼の輝かしい個性の片鱗も見せている」と評している。

## 収録曲
1. ハンクス・シャウト - "Hank's Shout" (Hank Mobley) - 7:03
2. ノスタルジア - "Nostalgia" (Fats Navarro) - 8:52
3. ベット - "Bet" (Doug Watkins) - 7:57
4. 朝日のようにさわやかに - "Softly, as in a Morning Sunrise" (Oscar Hammerstein II, Sigmund Romberg) - 2:29
5. P.S.アイ・ラブ・ユー - "P.S. I Love You" (Gordon Jenkins, Johnny Mercer) - 4:22
6. イージー・リビング - "Easy Living" (Ralph Rainger, Leo Robin) - 2:49
7. ザッツ・オール - "That's All" (Alan Brandt, Bob Haymes) - 2:44

## 参加ミュージシャン
- リー・モーガン - トランペット
- ハンク・モブレー - テナー・サクソフォーン
- ハンク・ジョーンズ - ピアノ
- ダグ・ワトキンス（英語版） - ベース
- アート・テイラー - ドラムス